# Sparedrus
Sparedrus – rodzaj chrząszczy z podrzędu wielożernych i rodziny zalęszczycowatych.  Zalicza się do niego 45 opisanych gatunków. W zapisie kopalnym znany jest od cenomanu w kredzie.

## Morfologia
Chrząszcze o długim, smukłym, przeciętnie wypukłym ciele. Głowa jest krótka i tak szeroka jak przedplecze. Słabo wysklepione, nerkowate wskutek silnego wykrojenia wewnętrznych brzegów oczy złożone od góry oddzielone są szerokim czołem. Zbudowane z jedenastu członów, u obu płci słabo piłkowane czułki osadzone są na wzgórkach w wykrojeniach oczu. Czułki sięgają poza połowę długości ciała, ale nie przekraczają długości pokryw. Trzeci z członów czułków jest krótszy od pierwszego i dwukrotnie dłuższy od drugiego. Narządy gębowe cechują się nierozdwojonymi wierzchołkami żuwaczek i czteroczłonowymi głaszczkami szczękowymi o ostatnim członie toporowato rozszerzonym.
Przedplecze jest walcowate, dłuższe niż szerokie i znacznie węższe niż nasada pokryw. Na powierzchni równoległoboznych, przylegająco owłosionych pokryw występują cztery pary słabo widocznych, zredukowanych do podłużnych wypukłości żeberek lub też żeberek nie ma wcale. Tylna para skrzydeł jest w pełni wykształcona. Przedpiersie ma krótki i ostry wyrostek, natomiast wyrostek międzybiodrowy śródpiersia jest długi i szeroko rozsuwa środkowe biodra. Ponadto pierwszy segment odwłoka wypuszcza ku przodowi wyrostek rozsuwający biodra ostatniej pary. Odnóża przedniej pary mają po dwie ostrogi na szczytach goleni. Stopy wszystkich par mają dwa przedostatnie człony sercowato rozszerzone.
Odwłok ma pięć widocznych z zewnątrz sternitów (wentrytów). Genitalia samców cechują się brakiem apodemy bazalnej (wydłużonej i wygiętej nasady) edeagusa oraz redukcją paramer.

## Ekologia i występowanie
Owady te są ciepłolubne. Imagines są pyłkożercami. Przejawiają aktywność zmierzchową i bywają wabione do sztucznych źródeł światła. Larwy są saproksylofagami, żerującymi na butwiejącym drewnie iglastym i liściastym o wysokiej wilgotności.
Przedstawiciele rodzaju rozprzestrzenieni są głównie w południowych częściach Palearktyki i Nearktyki, jednak przenikają też do północnych rejonów krainy neotropikalnej i orientalnej. Odkrycie wczesnokredowego S. archaicus wskazuje, że zasięg rodzaju ma genezę laurazjaatycką i nie wynika z migracji do Ameryki Północnej przez Beringię. Europę zamieszkują trzy gatunki. W Polsce dotąd ich nie stwierdzono, natomiast w ościennej Słowacji występuje S. testaceus.

## Taksonomia
Takson ten wprowadził w 1821 roku Pierre François Marie Auguste Dejean. Zalicza się do niego 45 opisanych gatunków:
- Sparedrus affinis Švihla, 2006
- Sparedrus albipilis (Švihla, 1983)
- Sparedrus alesivani Švihla, 2006
- Sparedrus angustatus (Pic, 1923)
- †Sparedrus archaicus Vitali & Ellenberger, 2019
- Sparedrus aspersus (LeConte, 1886)
- Sparedrus atricolor (Pic, 1935)
- Sparedrus bulgaricus Švihla, 2006
- Sparedrus championi Švihla, 2006
- Sparedrus chiangmaiensis Švihla, 2007
- Sparedrus concolor Švihla, 2006
- Sparedrus davidis Fairmaire, 1888
- Sparedrus depressus (Champion, 1889)
- Sparedrus elegans Švihla, 2006
- Sparedrus fuscus (Heyden, 1886)
- Sparedrus holzschuhi Švihla, 2006
- Sparedrus hurkai Švihla, 2006
- Sparedrus karenorum Švihla, 2007
- Sparedrus kazakhstanicus Švihla, 2006
- Sparedrus klapperichi Švihla, 2006
- Sparedrus kolibaci Švihla, 2006
- Sparedrus kutiauensis Švihla, 2006
- Sparedrus latipennis (Pic, 1923)
- Sparedrus lencinae Vázquez, 1988
- Sparedrus lepidus Švihla, 2006
- Sparedrus longicollis Švihla, 2006
- Sparedrus longicornis (Yablokhov-Khnzoryan, 1970)
- Sparedrus malickyi Švihla, 2007
- Sparedrus mixtus (Champion, 1889)
- Sparedrus murinus Švihla, 2006
- Sparedrus nebulosus (Fairmaire, 1891)
- Sparedrus obsoletus (Champion, 1889)
- Sparedrus orsinii Costa, 1852
- Sparedrus pakistanicus Švihla, 2006
- Sparedrus proximus Švihla, 2006
- Sparedrus rufus (Pic, 1922)
- Sparedrus rugicollis (Champion, 1889)
- Sparedrus sasajii Švihla, 2007
- Sparedrus sepiaceus Švihla, 2006
- Sparedrus similis Švihla, 2006
- Sparedrus subserratus (Gressitt, 1939)
- Sparedrus testaceus (Andersch, 1797)
- Sparedrus tryznai Švihla, 2006
- Sparedrus unicolor (Švihla, 1982)
- Sparedrus uzbekistanicus Švihla, 2006